# Roberta Stewart
Roberta L. Stewart (* 20. Mai 1958) ist eine US-amerikanische Klassische Philologin.

## Leben
Sie erwarb 1979 den B.A. an der University of Michigan und 1987 bei Lawrence Richardson Jr. an der Duke University den PhD. Sie lehrt am Dartmouth College (1990–1996 Assistant Professor, 1996–2012 Associate Professor, seit 2012 Professorin).

## Schriften (Auswahl)
- Sors et provincia. Praetors and quaestors in Republican Rome. 1987, OCLC 19079597 (zugleich Dissertation, Duke University 1987).
- Public office in early Rome. Ritual procedure and political practice. Ann Arbor 1998, ISBN 0-472-10785-2.
  - Rezensionen: BMCR 1999.11.23 (P. Cohee); Greece and Rome 46 (1999) 247–248 (Barbara Levick); Gnomon 74 (2002) 147–152 (M. Humm); Classical Review 52 (2002) 314–316 (S. J. Northwood).
- Plautus and Roman slavery. Oxford 2012, ISBN 1-4051-9628-9.
  - Rezensionen: BMCR 2012.11.50 (W. Owen); Choice 50 (2012) 545 (D. Lateiner); Greece and Rome 60 (2013) 320–322 (R. Langlands); Classical Review (2014) 1–3 (S. H. Blake).